# Жербевиллер
Жербевилле́р (фр. Gerbéviller) — коммуна во французском департаменте Мёрт и Мозель региона Лотарингия. Является центром одноимённого кантона. 

## География

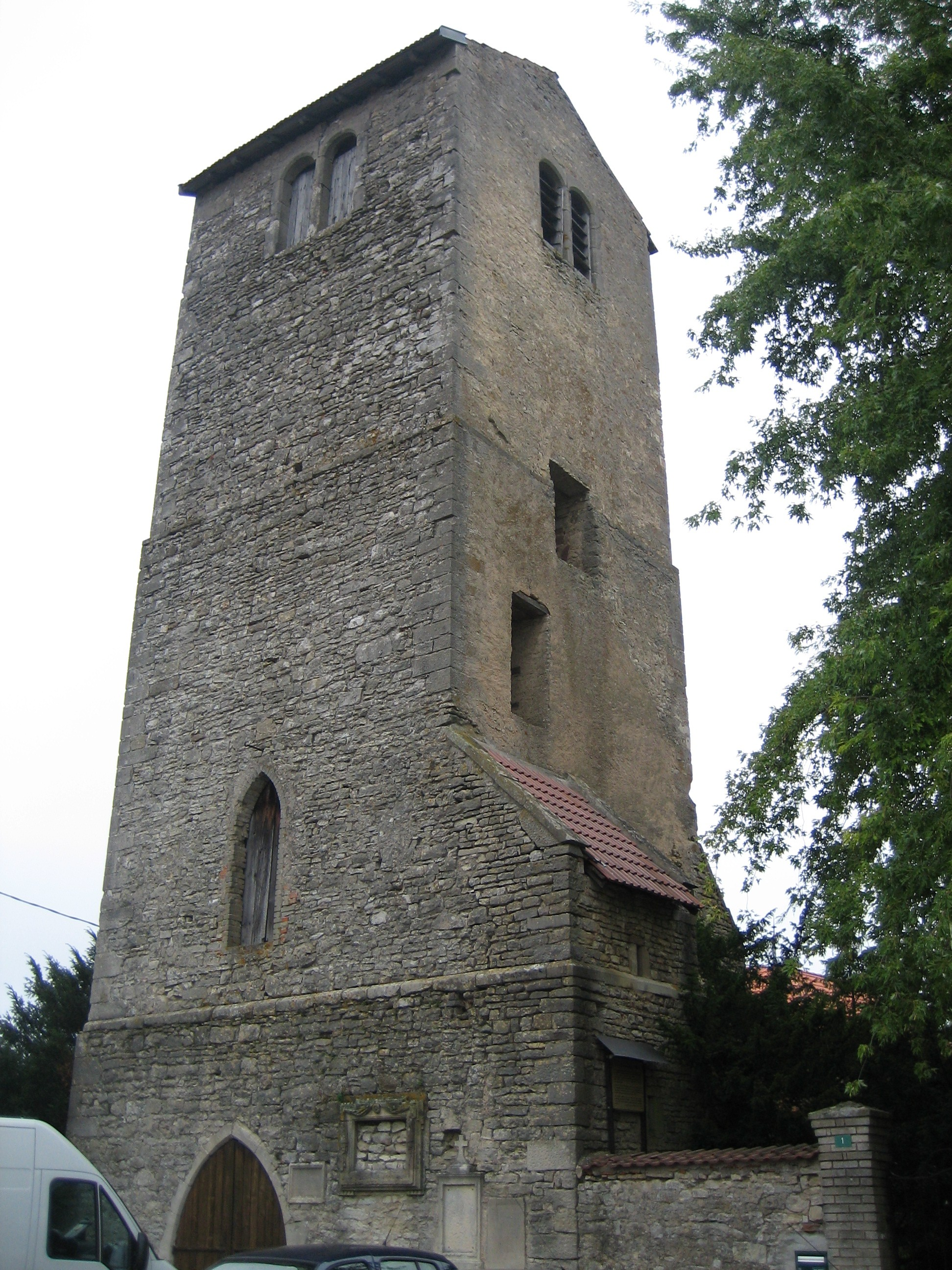
Башня Сен-Пьер в Жербервиллере.

Жербевиллер расположен в 33 км к юго-востоку от Нанси, в 14 км к югу от Люневиля и в 23 км к северо-западу от Рамбервиллера. Соседние коммуны: Одонвиль на севере, Фрембуа на северо-востоке, Муаян на востоке, Серанвиль на юге, Ременовиль и Моривиллер на юго-западе, Франконвиль на западе, Ксермамениль на северо-западе. 
Город находится в центре долины реки Мортань, в основном на её правом берегу. В самом городе Мортань делится на несколько рукавов. Кроме этого, Жербевиллер пересекают несколько небольших рек: Сансаль, Моранвиллер, Фалензе. В городе есть две пруда: Сансаль и Рен.

## История
Впервые Жербевиллер упоминается в 1149 году. В 1265 году герцог Ферри II предоставил ему устав (вместе с Люневилем и Энвилем). В средние века в Жербевиллере, как в любом влиятельном городе того времени, построили замок-крепость и окружили город крепостными стенами. В XII веке замок первратился во дворец. Однако, укрепления не спасли город: в конце XV века армия Карла Смелого захватила и сожгла его.
Зависимый от герцогов Лотарингии до XII века, город позже переходил во владения домов де Виссе, де Дю-Шатле и де Торньель.
Во время осады Муайяна, город был вновь сожжён в 1636 году. Замок был снесён по приказу Ришельё, как и большинство замков Франции и Лотарингии. Стены были разрушены в 1681 году, восстановлены в 1704—1707 годах.
В 1737 году Камилла Ламбертье наследовала земли города от своего дяди Анн-Жозеф де Торньель. Баронат стал маркизатом. Жермен Боффран, архитектор замка в Люневиле, построил новый замок Жербевиллер, один из красивейших в Лотарингии.
24 августа 1914 года во время Первой мировой войны город подвергся массированной атаке германской армии, которая пыталась захватить мост через Мортань. Несмотря на ожесточённое сопротивление города, германская пехота при поддержке тяжелой артиллерии захватили город. В отместку, население города было уничтожено и немцы разграбили и сожгли дома (80 % города было разрушено). В память об этих трагических событиях город был прозван «Жербевиллер-ла-Мортир» («Жербевиллер-мученик»). 23 июля 1930 года город был удостоен ордена Почетного Легиона.

## Демография
Население коммуны на 2010 год составляло 1365 человек.
| 1962 | 1968 | 1975 | 1982 | 1990 | 1999 | 2010 |
| ---- | ---- | ---- | ---- | ---- | ---- | ---- |
| 941  | 899  | 970  | 1300 | 1275 | 1406 | 1365 |

## Достопримечательности

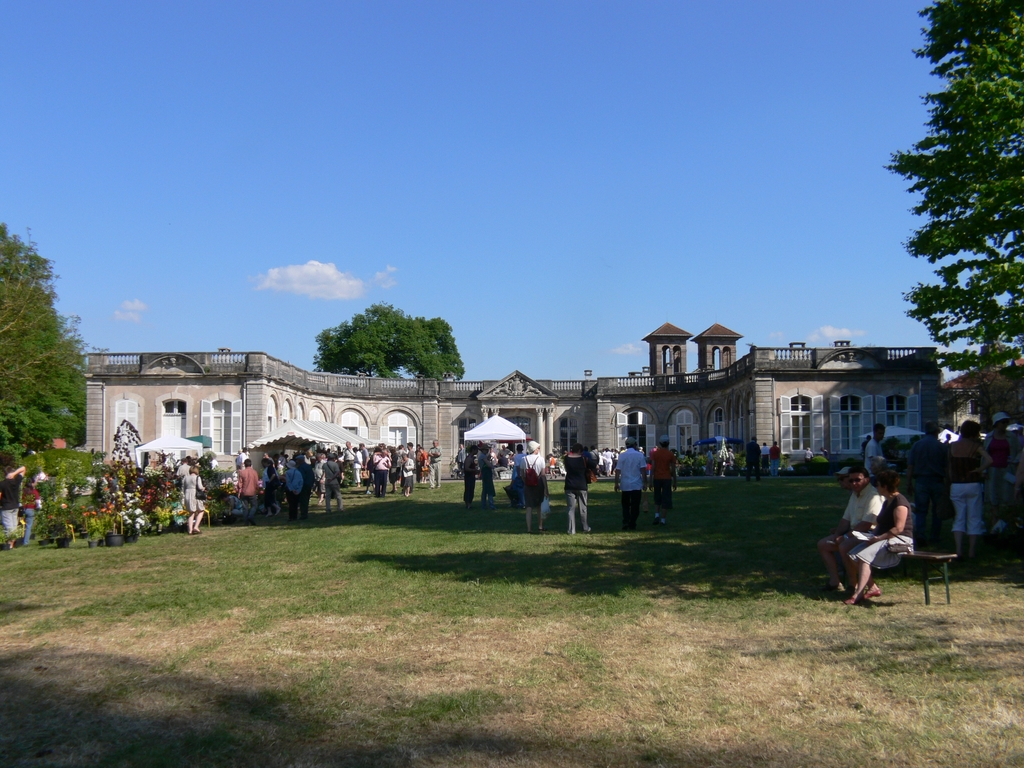
Замок Жербервиллер.

- Замок Жербервиллер XVII века, сад, статуи нимф и часовня. Памятник истории.
- Военное кладбище (французское и немецкое).
- Башня Церкви Сен-Пьер, разрушенной во время Первой мировой войны.
- Неоготическая церковь Сен-Пьер-э-Сен-Сильвестр, сооружена в 1858 году, реконструирована в 1920.